# Sinar Banten (Nasal)
Sinar Banten is een bestuurslaag in het regentschap Kaur van de provincie Bengkulu, Indonesië. Sinar Banten telt 318 inwoners (volkstelling 2010).